# Poggibonsi
Poggibonsi é uma comuna italiana da região da Toscana, província de Siena, com cerca de 28.216 habitantes. Estende-se por uma área de 70 km², tendo uma densidade populacional de 389 hab/km². Faz fronteira com Barberino Val d'Elsa (FI), Castellina in Chianti, Colle di Val d'Elsa, Monteriggioni, San Gimignano.

## Demografia
| Variação demográfica do município entre 1861 e 2011                               |
|                                                                                   |
| Fonte: Istituto Nazionale di Statistica (ISTAT) - Elaboração gráfica da Wikipedia |